# Frog Bog Dosenband
Die Frog Bog Dosenband ist eine Funpunk-Band aus dem Stadtteil Kloster Oesede von Georgsmarienhütte.

## Bandgeschichte
Die Frog Bog Dosenband wurde 1991 in Kloster Oesede in der Nähe von Osnabrück gegründet. In Ermangelung einer Anbindung an den ÖPNV blieben die Bandmitglieder am Wochenende meist zu Hause und begannen zusammen zu musizieren. Die Texte der Band, die ihre Musik als „Kirmesrock“ bezeichnet, handeln vor allem vom Alkoholkonsum und der dörflichen Idylle. Im ersten Jahr des Bestehens veröffentlichten sie bereits das erste Demotape Wir lachen nur wenn’s richtig lustig ist. 2002 erschien ihr Album Polterei auf der Bounty, das laut eigenen Angaben trotz Eigenvertrieb um die 5000-mal verkauft wurde.
Nach einigen Auftritten im örtlichen Rosenhof begann die Band in der Umgebung von Osnabrück aufzutreten und spielte auf diversen Festivals.
Am 31. Dezember 2021 erschien das Album Wir ham ne Fahne über das Label Redfield Records. Als besondere Gäste sind Mr. Hurley & die Pulveraffen beim Titelsong sowie Heaven von Die angefahrenen Schulkinder bei Wochenende Alkohol auf dem Album. Das Album erreichte in der Veröffentlichungswoche Platz 23 der deutschen Charts.

## Diskografie

### Alben
- 1995: Der böse Sven von nebenan (Eigenvertrieb)
- 1997: Die gestiefelte Briefkastenoma (Eigenvertrieb)
- 2002: Die Polterei auf der Bounty (Eigenvertrieb)
- 2008: Operation: Kartoffelbrei (Eigenvertrieb)
- 2021: Wir ham ne Fahne! (Redfield Records)
- 2024: Doktor Dräse seine Hitparade (Redfield Records)

### EPs
- 2021: Wir ham ne Fahne

### Singles
- 2014: Hopfen
- 2015: Krank
- 2016: Häuptling dickes Pferd
- 2017: Sie finds scheiße (feat. Xaja)
- 2021: Wochenende Alkohol
- 2021: Wir bechern mit dem dicken Mann
- 2021. Morgen früh kommt der Auamann
- 2021: Hitzefrei
- 2021: Arbeitsallergisch
- 2021: Weihnachten gibt’s auf die Fresse
- 2022: Immer ein‘ Schluck auf mal
- 2023: Des Bauers Hof
- 2023: Eindimensional
- 2024: Fette Sau